# 분노의 질주: 더 맥시멈
《분노의 질주: 더 맥시멈》(영어: Fast & Furious 6)은 2013년 개봉한 미국의 스트리트 레이싱 액션 영화이자 분노의 질주 시리즈의 6번째 영화이다.

## 줄거리
리우데자네이루에서의 성공 이후, 도미닉과 엘레나, 브라이언, 미아는 카나리아 제도에서 행복한 삶을 보내고 있다. 브라이언과 미아는 아들을 낳아 이름을 잭이라고 짓는다. 한편 국무부 요원 루크 홉스는 새로운 동료 라일리와 함께, 전직 영국 공수특전단 대원이었던 테러리스트 오언 쇼 일당을 추적하고 있었다. 러시아 군사기지가 쇼 일당에게 폭파당한 후, 홉스는 도미닉을 찾아와 도움을  요청한다. 그러면서 죽은 것으로 알려진 도미닉의 옛 연인 레티의 사진을 내밀며 그녀가 살아 있음을 알린다. 도미닉은 고민 끝에 미국에서의 범죄 기록 말소를 대가로 협력하기로 한다.
다시 한 번 도미닉의 동료들, 즉 브라이언과 한, 지젤, 로먼, 테즈가 모인다. 일행은 런던에서 오언 쇼의 아지트를 급습하지만, 곧 함정으로 밝혀진다. 쇼의 다른 부하들이 인터폴 건물을 털었던 것이다. 쇼가 도주하자 도미닉 일행이 그를 뒤쫓는다. 그때 레티가 나타나 쇼를 도와주고 도미닉과 마주치자 망설임 없이 쏘아 버린다. 작전이 실패로 돌아간 후 홉스는 쇼 일당이 부품을 모으고 있다는 결론을 내린다. 한편 쇼 일당 측에서는 레티가 도미닉과 연이 있다는 사실을 알아챈다. 하지만 레티는 이미 과거에 대한 기억을 잃은 상태였다.
도미닉 일행은 쇼와 레티의 연결고리를 조사하다, 예전에 브라이언이 체포한 멕시코 마약왕 브라가와 연관이 있음을 알아낸다. 당사자인 브라이언은 직접 브라가가 투옥되어 있는 미국 로스앤젤레스의 교도소로 이동한다. 범죄자 신분의 브라이언은 도착 후 곧바로 체포되어 교도소로 이동하고, 곧 브라가와 대면한다. 브라가는 쇼가 자신을 지원했으며, 조직에 잠입한 레티가 첩자임을 알아낸 후 사살하려다가 그녀가 기억을 잃게 되자 쇼가 거두었음을 알려준다. 옛 FBI 동료의 도움으로 브라이언은 감옥을 나와 런던으로 돌아온다.
그 사이 도미닉은 밤의 길거리 레이싱 현장에서 레티와 만나 같이 레이싱한다. 자신에게 접근하는 도미닉을 보고 혼란스러워 하는 레티에게, 도미닉은 자신이 갖고 있던 그녀의 목걸이를 씌워 준다. 그 직후 쇼가 나타나 도미닉과 대치한 뒤 사라진다. 이때 도미닉은 쇼에게 추적 장치를 붙여 두었고, 쇼의 다음 목적지가 스페인에 위치한 나토 군사기지임을 알게 된다.
쇼 일당은 군용차량을 탈취해 그 안에 실린 탱크를 이끌고 고속도로를 종횡무진한다. 도미닉 일행이 탱크의 포신을 무력화하자, 쇼는 레티를 내보내 엄호하게 한다. 떨어지는 레티를 도미닉이 낚아 채어 간신히 구출하고, 쇼 일당은 체포된다. 쇼 일당의 의도는 탱크가 아닌 거기에 장착된 컴퓨터 칩이었다. 그런데 쇼는 미아와 엘레나가 있는 곳으로 미리 부하를 보내어 인질을 잡았고, 결국 도미닉 일행은 쇼를 놓아주게 된다. 이때 홉스의 동료 라일리가 쇼의 첩자였음을 밝히며 함께 나간다. 레티는 도미닉 일행에 남는다.
쇼 일당은 안토노프 수송기를 타고 탈출하려 하나 도미닉 일행이 그들을 뒤쫓는다. 도미닉과 브라이언, 레티가 승선하여 인질로 잡힌 미아를 구출해내고, 쇼 일당과 싸운다. 도미닉 일행이 차를 타고 수송기를 붙잡음으로써 이륙을 지연시킨다. 이때 한이 쇼 일당에게 죽을 위기에 처하자, 지젤이 스스로 희생하여 한의 목숨을 구하고 추락한다. 레티가 라일리를 사살하고, 홉스와 함께 탈출하는 한편 도미닉은 마지막까지 남아 쇼와 싸운다. 수송기가 추락하자 쇼도 나가 떨어지고 도미닉은 자동차를 타고 탈출한다. 도미닉은 홉스에게 컴퓨터 칩을 넘겨주고 모두는 사면받을 수 있게 된다.
사건 후 도미닉은 가족의 재회를 축하한다. 레티는 아직 기억이 돌아오지 않았지만 도미닉과 함께 살아가기로 한다. 엘레나는 이런 모습을 보고 도미닉을 떠나 홉스와 활동하기로 한다. 한편 연인 지젤의 죽음에 낙담한 한은 도쿄로 간다. 시간이 흘러 한은 도쿄에서 오언 쇼의 형 데커드 쇼에게 사살되고, 데커드는 도미닉에게 곧 만나게 될 거라는 전언을 보낸다.

## 출연
- 빈 디젤 - 도미닉 토레토
- 폴 워커 - 브라이언 오코너
- 드웨인 존슨 - 루크 홉스
- 미셸 로드리게스 - 레티 오티즈
- 조대나 브루스터 - 미아 토레토
- 타이리스 깁슨 - 로먼 피어스
- 루다크리스 - 테지 파커
- 성 강 - 한
- 갈 가도트 - 지젤 야샤
- 루크 에번스 - 오언 쇼
- 지나 카라노 - 라일리 힉스
- 엘사 파타키 - 엘레나 네베스
- 존 오티즈 - 아르투로 브라가
- 쉐어 위햄 - 스태지액 요원
- 클래라 패짓 - 베지
- 킴 콜 - 클라우스
- 조 타슬림 - 자
- 데이비드 아잘라 - 아이보리
- 투레 린하르트 - 피루스
- 벤저민 데이비스 - 아돌프손
- 리타 오라 - 런던 레이싱 스타터
- 제이슨 스테이섬 - 데커드 쇼(카메오)

## 기타
- 제작총지휘: 저스틴 린
- 제작총지휘: 아만다 루이스
- 제작총지휘: 사만다 빈센트
- 미술: 얀 롤프스
- 세트: 리처드 로버츠
- 의상: 소냐 밀코빅 헤이스